# Elmer Austin Benson
Elmer Austin Benson (Appleton, 22 settembre 1895 – Appleton, 13 marzo 1985) è stato un politico statunitense.

## Biografia
Nato nel 1895 a Appleton, nel Minnesota, Benson studiò giurisprudenza al William Mitchell College of Law e fu per un anno nell'esercito degli Stati Uniti durante la prima guerra mondiale. Dopo il ritorno dalla guerra, Benson scelse di non praticare legge e dedicarsi alla carriera bancaria.
Fu uno stretto alleato del governatore Floyd B. Olson, altro membro del partito Contadino-Laburista, che contribuì alla sua ascesa politica. Olson lo scelse come senatore per sostituire Thomas D. Schall, deceduto nel dicembre 1935. Benson entrò nel 74º congresso, e vi rimase fino al 3 novembre 1936.
Dopo la morte prematura di Olson nel 1936 e l'interregno del vicegovernatore Hjalmar Petersen, Benson fu eletto Governatore del Minnesota con il più grande margine di voti nella storia dello stato. Fu Governatore dal 4 gennaio 1937 al 2 gennaio 1939. Perse la rielezione come governatore nel 1938, questa sconfitta segnò la fine del progressismo in Minnesota e del Partito Contadino-Laburista come forza politica autonoma. Nel 1940, si candidò per il Senato degli Stati Uniti contro Henrik Shipstead, senatore già in carica che abbandonò il Partito Contadino-Laburista per passare ai repubblicani. Benson ottenne il secondo posto, ricevendo il 25% dei voti in un'elezione che coinvolse anche un democratico, mentre Shipstead fu rieletto. Si ricandidò per il Senato per l'ultima volta nel 1942, venendo sconfitto dal repubblicano Joseph H. Ball in una gara a quattro.
Prima di uscire dalla vita pubblica per motivi di salute, Benson gestì la campagna presidenziale del 1948 del candidato progressista, Henry A. Wallace. Morì nel 1985 ad Appleton ed è sepolto nel cimitero di Appleton.